# Мекленбургское Поозёрье (район)

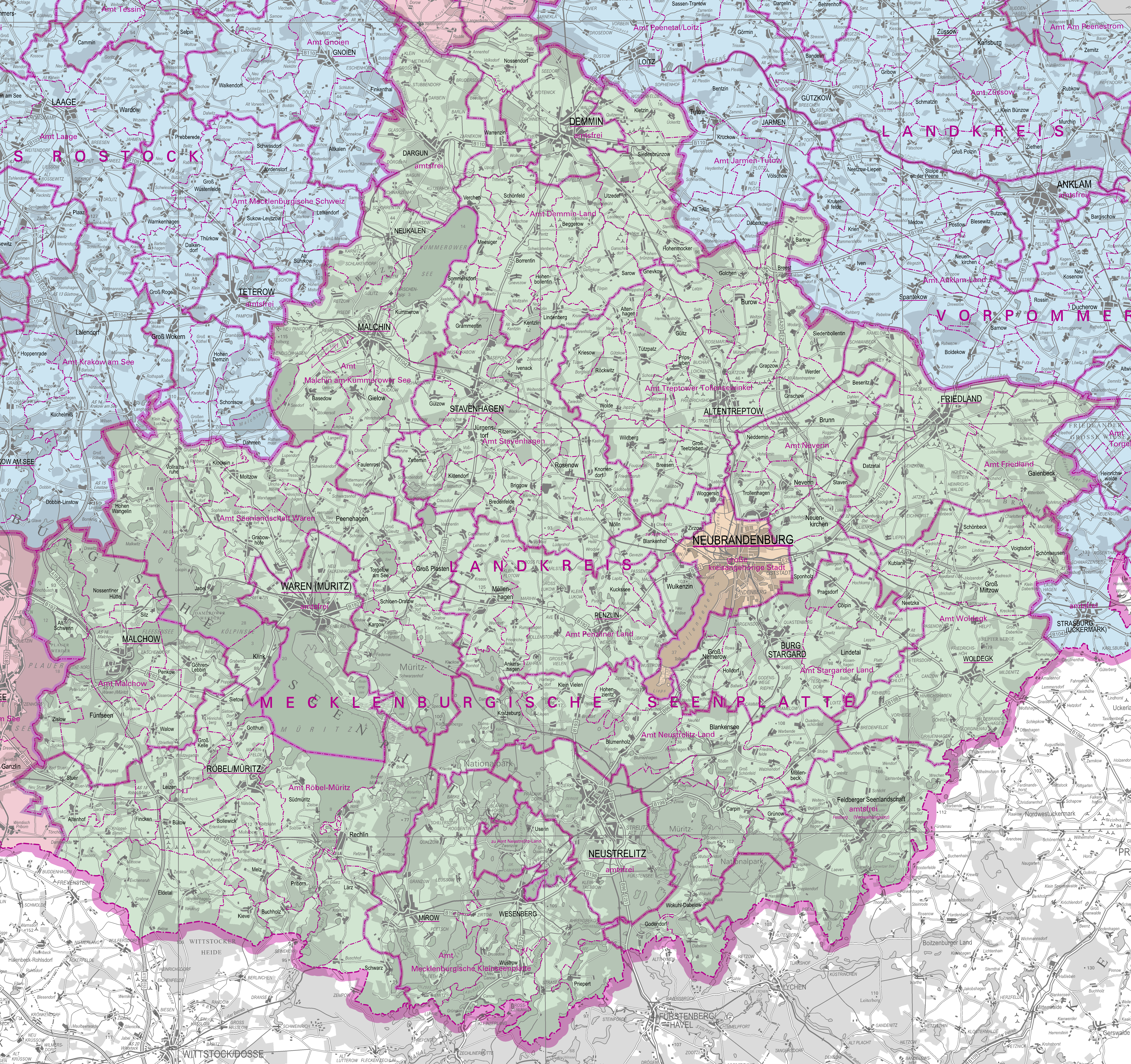
Управления и их общины в составе района Мекленбургское Поозёрье

Мекленбургское Поозёрье  (нем. Mecklenburgische Seenplatte) — район в Германии. Входит в землю Мекленбург-Передняя Померания. Расположен на Мекленбургском поозёрье (нем. Mecklenburgische Seenplatte), в честь которого район и назван.
Центр района — город Нойбранденбург. Занимает площадь 5496 км². Численность населения по оценке на 31 декабря 2017 года составляет 260 574 человека.

## История
Образован в 2011 году через объединение бывшего внерайонного города Нойбранденбург, упразднённых районов Мюриц, Мекленбург-Штрелиц; а также городов Даргун и Деммин и управлений Деммин-Ланд, Мальхин-ам-Куммеровер-Зее, Штафенхаген, Трептовер-Толлензевинкель из района Деммин.

## Административное деление
Численность населения городов и управлений, а также общин (коммун) по оценке на 31 декабря 2016 года.
Управления без общин (города):
- Даргун, город — Dargun, Stadt (4432)
- Деммин, ганзейский город * — Demmin, Hansestadt (11.052)
- Фельдбергер-Зеенландшафт — Feldberger Seenlandschaft [Sitz: Feldberg] (4459)
- Нойбранденбург, город — Neubrandenburg, Große kreisangehörige Stadt (63.794)
- Нойштрелиц, город * — Neustrelitz, Stadt (20.426)
- Варен, город — Waren * (21.367)

Управления с общинами:
1. Управление Деммин-Ланд		—	Amt Demmin-Land (7046) [Sitz: Demmin]
1. Бегеров		—	Beggerow (504)
2. Боррентин		—	Borrentin (833)
3. Хоэнболлентин		—	Hohenbollentin (117)
4. Хоэнмокер		—	Hohenmocker (440)
5. Кенцлин		—	Kentzlin (195)
6. Клетцин		—	Kletzin (719)
7. Линденберг		—	Lindenberg (213)
8. Мезигер		—	Meesiger (227)
9. Носсендорф		—	Nossendorf (717)
10. Заров		—	Sarow (702)
11. Шёнфельд		—	Schönfeld (361)
12. Зиденбрюнцов		—	Siedenbrünzow (528)
13. Зоммерсдорф		—	Sommersdorf (227)
14. Утцедель		—	Utzedel (493)
15. Ферхен		—	Verchen (384)
16. Варренцин		—	Warrenzin (386)

2. Управление Фридланд		—	Amt Friedland (8808)
1. Датцеталь		—	Datzetal (881)
2. Фридланд		—	Friedland, Stadt * (6679)
3. Галенбек		—	Galenbeck (1118)
4. Генцков		—	Genzkow (130)

3. Управление Мальхин-ам-Куммеровер-Зее		—	Amt Malchin am Kummerower See (12.445)
1. Базедов		—	Basedow (698)
2. Дуков		—	Duckow (226)
3. Фауленрост		—	Faulenrost (635)
4. Гилов		—	Gielow (1094)
5. Куммеров		—	Kummerow (578)
6. Мальхин		—	Malchin, Stadt * (7456)
7. Нойкален		—	Neukalen, Stadt (1758)

4. Управление Мальхов 		—	Amt Malchow (10.737)
1. Альт-Шверин		—	Alt Schwerin (550)
2. Фюнфзеен		—	Fünfseen (1065)
3. Гёрен-Леббин		—	Göhren-Lebbin (596)
4. Мальхов		—	Malchow, Stadt * (6556)
5. Носсентинер-Хютте		—	Nossentiner Hütte (672)
6. Пенков		—	Penkow (281)
7. Зильц		—	Silz (341)
8. Валов		—	Walow (464)
9. Цизлов		—	Zislow (212)

5. Управление Мекленбургише-Клайнзеенплатте		—	Amt Mecklenburgische Kleinseenplatte (8034)
1. Миров		—	Mirow, Stadt * (3978)
2. Приперт		—	Priepert (314)
3. Везенберг		—	Wesenberg, Stadt (3040)
4. Вустров		—	Wustrow (702)

6. Управление Нойстрелиц-Ланд		—	Amt Neustrelitz-Land (7397) [Sitz: Neustrelitz]
1. Бланкензее		—	Blankensee (1647)
2. Блуменхольц		—	Blumenholz (755)
3. Карпин		—	Carpin (882)
4. Годендорф		—	Godendorf (221)
5. Грюнов		—	Grünow (301)
6. Хоэнцириц		—	Hohenzieritz (490)
7. Клайн-Филен		—	Klein Vielen (644)
8. Кратцебург		—	Kratzeburg (529)
9. Мёлленбек		—	Möllenbeck (703)
10. Узерин		—	Userin (637)
11. Вокуль-Дабелов		—	Wokuhl-Dabelow (588)

7. Управление Неферин		—	Amt Neverin (8728)
1. Безериц		—	Beseritz (118)
2. Бланкенхоф		—	Blankenhof (730)
3. Брунн		—	Brunn (1039)
4. Неддемин		—	Neddemin (332)
5. Нойенкирхен		—	Neuenkirchen (1103)
6. Неферин		—	Neverin * (1004)
7. Шпонхольц		—	Sponholz (736)
8. Штавен		—	Staven (408)
9. Тролленхаген		—	Trollenhagen (901)
10. Воггерзин		—	Woggersin (520)
11. Вулькенцин		—	Wulkenzin (1527)
12. Цирцов		—	Zirzow (310)

8. Управление Пенцлинер-Ланд 		—	Amt Penzliner Land (6799)
1. Анкерсхаген		—	Ankershagen (543)
2. Куксзее		—	Kuckssee (521)
3. Мёлленхаген		—	Möllenhagen (1523)
4. Пенцлин		—	Penzlin, Stadt * (4212)

9. Управление Рёбель-Мюриц 		—	Amt Röbel-Müritz (14.538)
1. Альтенхоф		—	Altenhof (358)
2. Боллевик		—	Bollewick (645)
3. Бухгольц		—	Buchholz (138)
4. Бютов		—	Bütow (466)
5. Финкен		—	Fincken (498)
6. Готтун		—	Gotthun (335)
7. Грабов-Белов		—	Grabow-Below (106)
8. Грос-Келле		—	Groß Kelle (107)
9. Киве		—	Kieve (132)
10. Лерц		—	Lärz (503)
11. Лайцен		—	Leizen (479)
12. Лудорф		—	Ludorf (479)
13. Массов		—	Massow (192)
14. Мельц		—	Melz (337)
15. Приборн		—	Priborn (358)
16. Рехлин		—	Rechlin (2024)
17. Рёбель		—	Röbel/Müritz, Stadt * (5106)
18. Шварц		—	Schwarz (372)
19. Зитов		—	Sietow (611)
20. Штюр		—	Stuer (246)
21. Фипперов		—	Vipperow (409)
22. Вреденхаген		—	Wredenhagen (451)
23. Цепков		—	Zepkow (186)

10. Управление Зеенландшафт-Варен 		—	Amt Seenlandschaft Waren (9389) [Sitz: Waren
1. Грабовхёфе		—	Grabowhöfe (1370)
2. Грос-Дратов		—	Groß Plasten (713)
3. Хоэн-Вангелин		—	Hohen Wangelin (552)
4. Ябель		—	Jabel (650)
5. Каргов		—	Kargow (699)
6. Клинк		—	Klink (1109)
7. Клокзин		—	Klocksin (306)
8. Мольцов		—	Moltzow (892)
9. Пенехаген		—	Peenehagen (1081)
10. Шлён-Дратов		—	Schloen-Dratow (858)
11. Торгелов-ам-Зее		—	Torgelow am See (467)
12. Фархентин		—	Varchentin (296)
13. Фольратсруэ		—	Vollrathsruhe (396)

11. Управление Штаргардер-Ланд		—	Amt Stargarder Land (9728)
1. Бург-Штаргард		—	Burg Stargard, Stadt * (5387)
2. Кёльпин		—	Cölpin (793)
3. Грос-Немеров		—	Groß Nemerow (1144)
4. Хольдорф		—	Holldorf (786)
5. Линдеталь		—	Lindetal (1143)
6. Прагсдорф		—	Pragsdorf (475)

12. Управление Штафенхаген		—	Amt Stavenhagen (12.067)
1. Бреденфельде		—	Bredenfelde (196)
2. Бриггов		—	Briggow (315)
3. Грамментин		—	Grammentin (227)
4. Гюльцов		—	Gülzow (442)
5. Ивенак		—	Ivenack (852)
6. Юргенсторф		—	Jürgenstorf (865)
7. Киттендорф		—	Kittendorf (299)
8. Кноррендорф		—	Knorrendorf (601)
9. Мёльн		—	Mölln (513)
10. Ритцеров		—	Ritzerow (398)
11. Розенов		—	Rosenow (946)
12. Штафенхаген		—	Stavenhagen, Reuterstadt * (6127)
13. Цеттемин		—	Zettemin (286)

13. Управление Трептовер-Толлензевинкель		—	Amt Treptower Tollensewinkel (13.889)
1. Альтенхаген		—	Altenhagen (298)
2. Альтентрептов		—	Altentreptow, Stadt * (5310)
3. Бартов		—	Bartow (476)
4. Брезен		—	Breesen (519)
5. Брест		—	Breest (147)
6. Буров		—	Burow (1003)
7. Гневков		—	Gnevkow (362)
8. Гольхен		—	Golchen (292)
9. Грапцов		—	Grapzow (384)
10. Гришов		—	Grischow (234)
11. Грос-Тецлебен		—	Groß Teetzleben (655)
12. Гюльц		—	Gültz (528)
13. Кризов		—	Kriesow (295)
14. Припслебен		—	Pripsleben (244)
15. Рёквиц		—	Röckwitz (280)
16. Зиденболлентин		—	Siedenbollentin (590)
17. Тюцпац		—	Tützpatz (580)
18. Вердер		—	Werder (559)
19. Вильдберг		—	Wildberg (540)
20. Вольде		—	Wolde (593)

14. Управление Вольдегк		—	Amt Woldegk (6681)
1. Грос-Мильцов		—	Groß Miltzow (1012)
2. Кубланк		—	Kublank (169)
3. Нецка		—	Neetzka (221)
4. Петерсдорф		—	Petersdorf (155)
5. Шёнбек		—	Schönbeck (435)
6. Шёнхаузен		—	Schönhausen (225)
7. Фогтсдорф		—	Voigtsdorf (104)
8. Вольдегк		—	Woldegk, Stadt * (4360)

Всего — 261 816 жителей (31.12.2016).

## Галерея

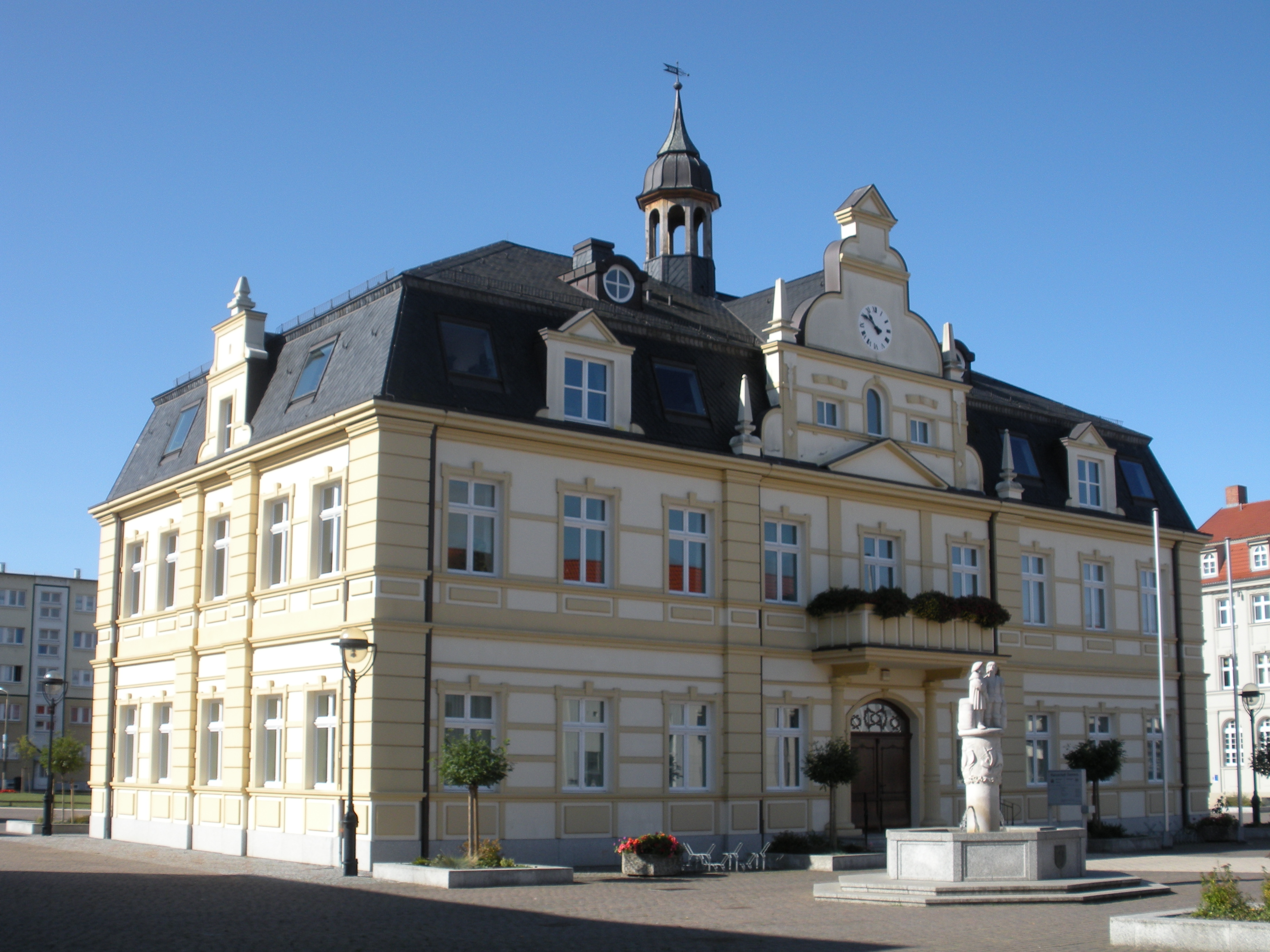
Ратуша в городе Деммин
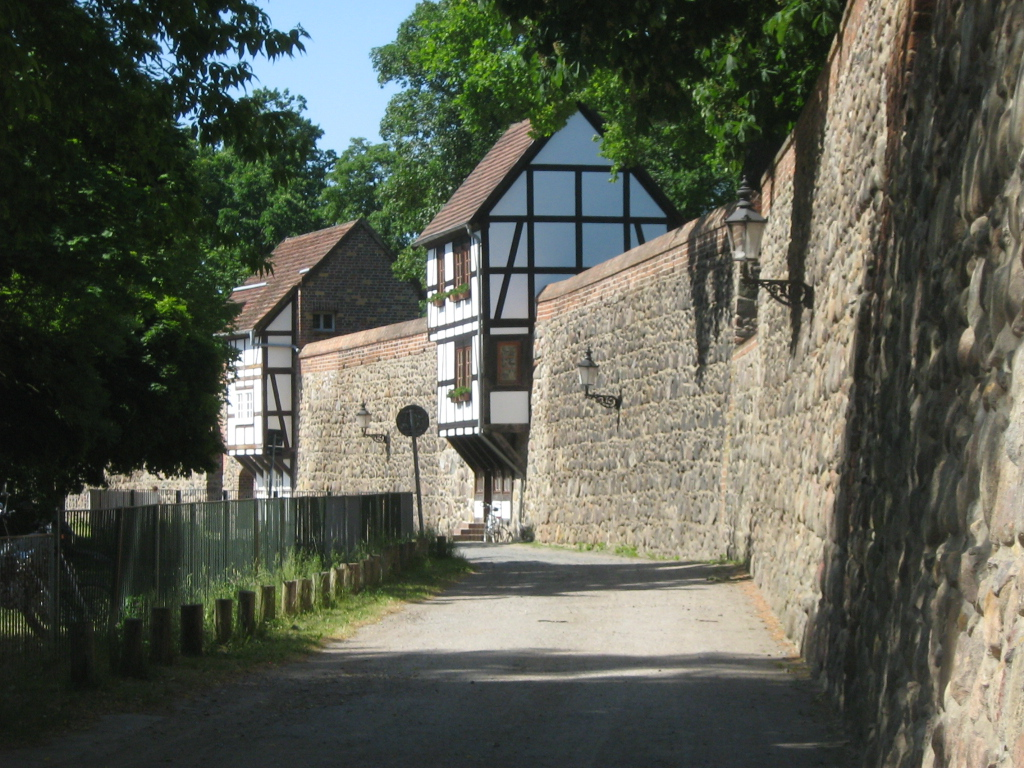
Строение на городской стене Нойбранденбурге
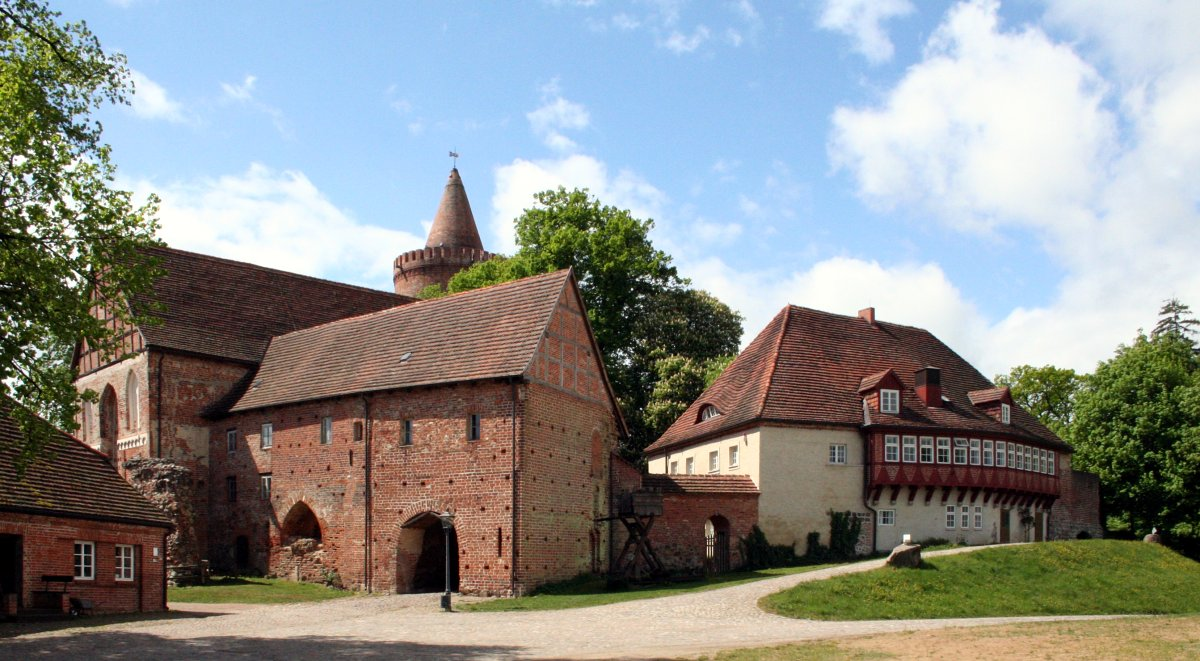
Крепость Старгард
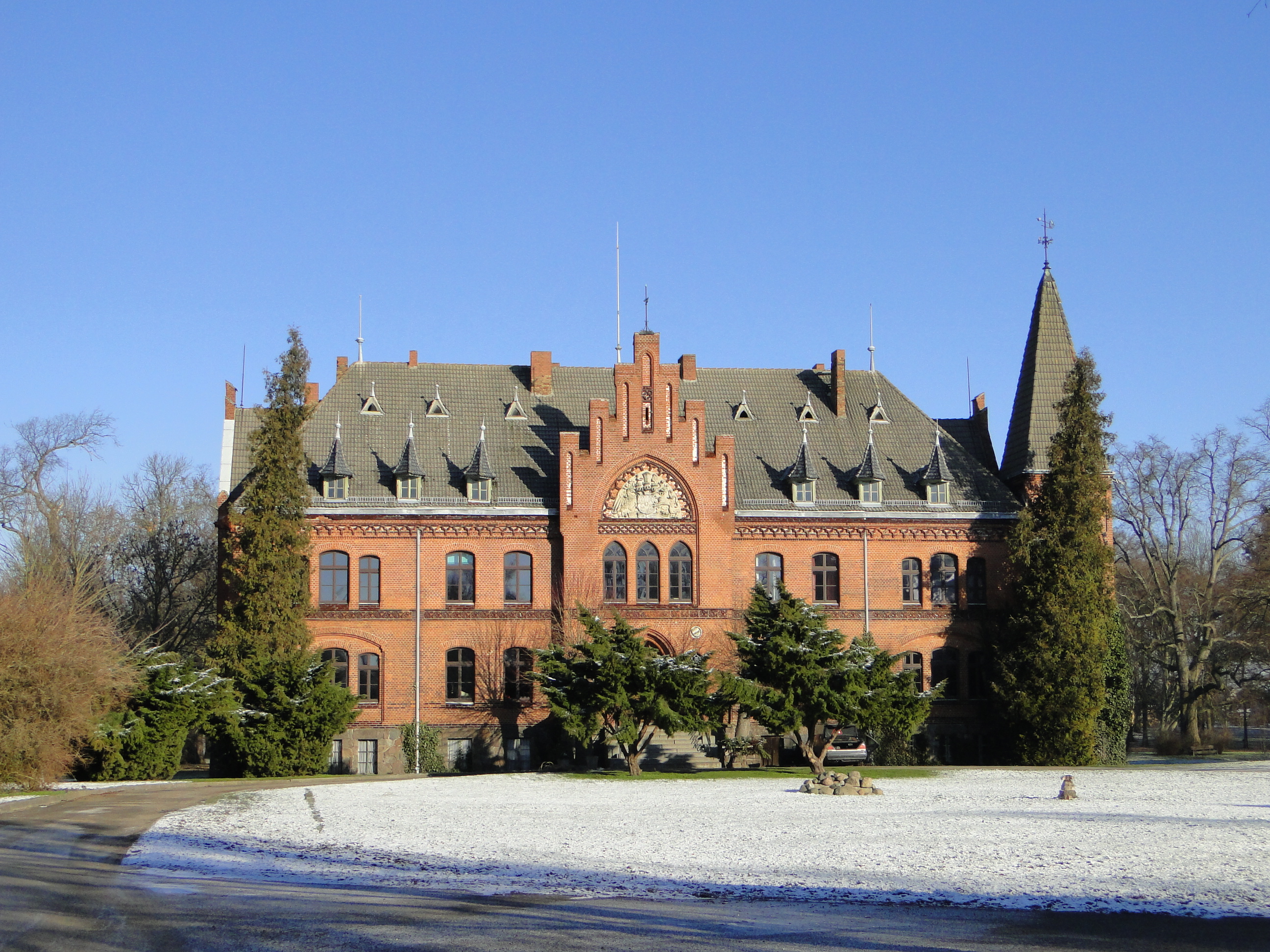
Gutshaus Beseritz
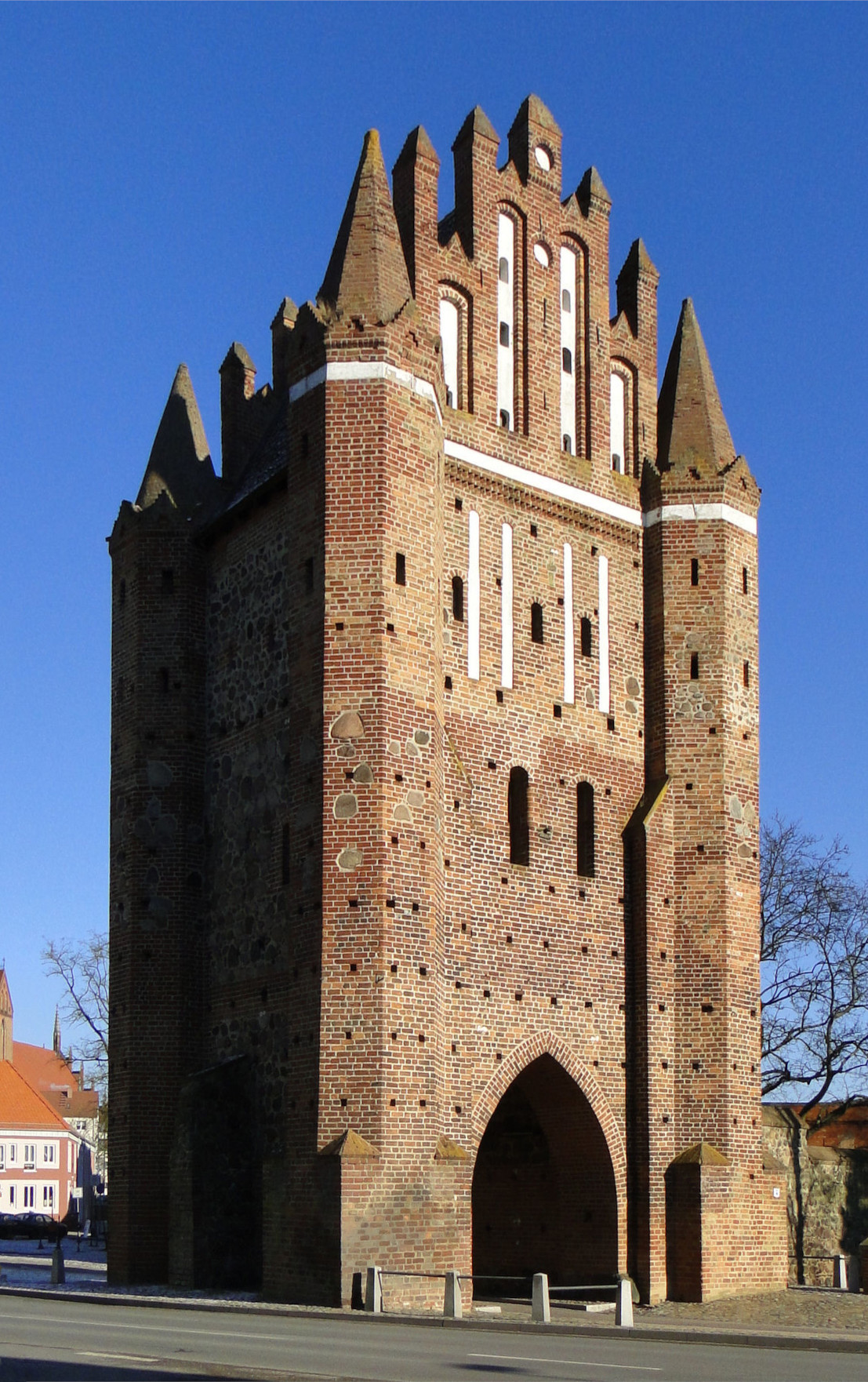
Нойбранденбургские городские ворота
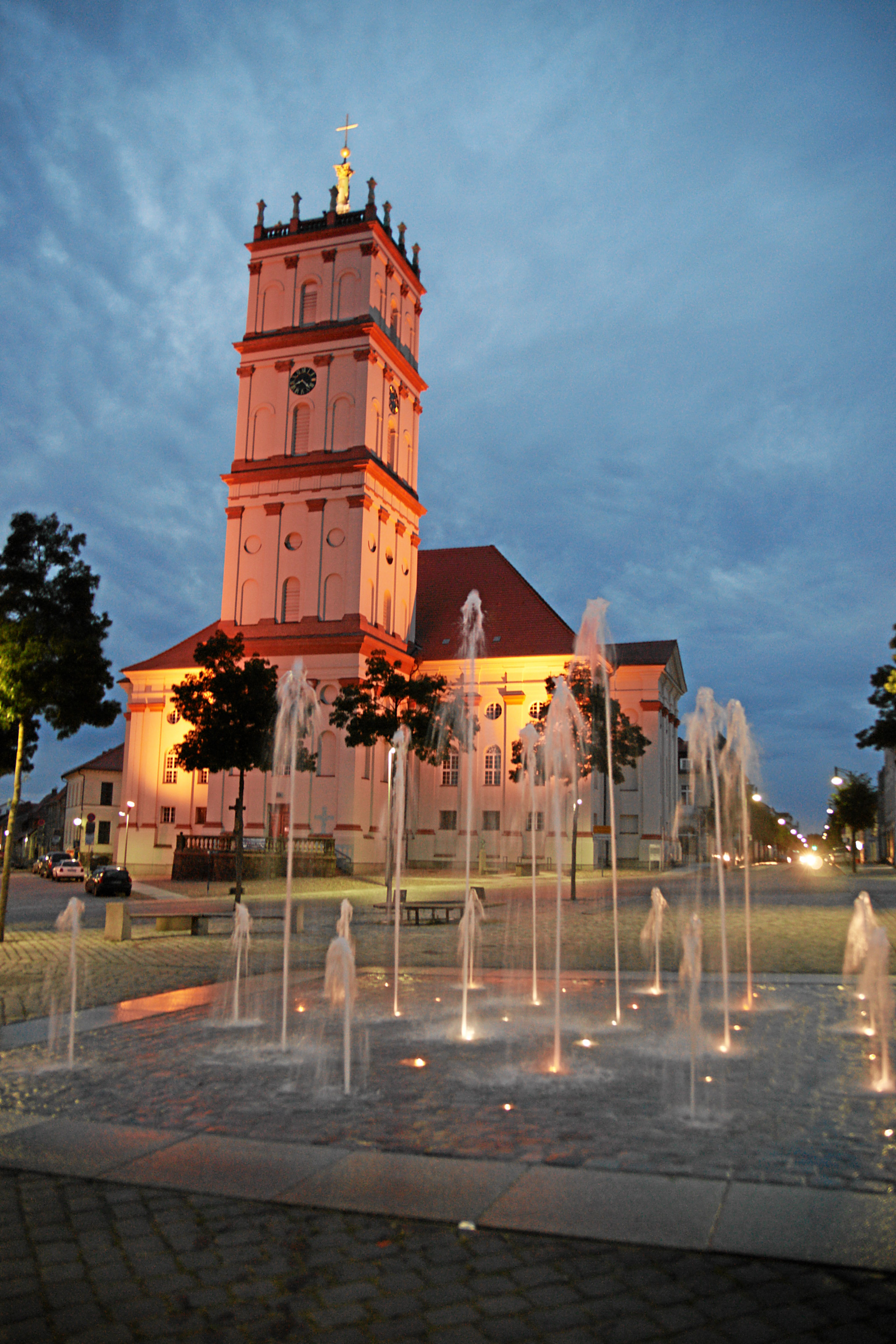
Городская церковь Нойштерлица